# Schrems bei Frohnleiten
Schrems bei Frohnleiten est une ancienne commune autrichienne du district de Graz-Umgebung en Styrie.
Elle est aujourd'hui incorporée à la municipalité de Frohnleiten.